# Alternanthera philoxeroides
Alternanthera philoxeroides är en amarantväxtart som först beskrevs av Carl Friedrich Philipp von Martius, och fick sitt nu gällande namn av August Heinrich Rudolf Grisebach. Alternanthera philoxeroides ingår i släktet alternanter, och familjen amarantväxter. Inga underarter finns listade i Catalogue of Life.
Denna växt förekommer ursprunglig i vattenansamlingar i Sydamerika. Den hittas i träskmarker och vid vattendragens kanter.
Arten har en 55 till 120 cm lång stjälk med flera förgreningar. De mörkgröna bladen hittas vid vattenytan. De är 2,5 till 7 cm långa och 0,5 till 2 cm breda. I Sydamerika bildas mellan maj och oktober klotrunda vita blommor.
Alternanthera philoxeroides finns i Europa i botaniska trädgårdar och privata trädgårdar. Ifall den sprids utanför kan den betraktas som invasiv art.

## Bildgalleri

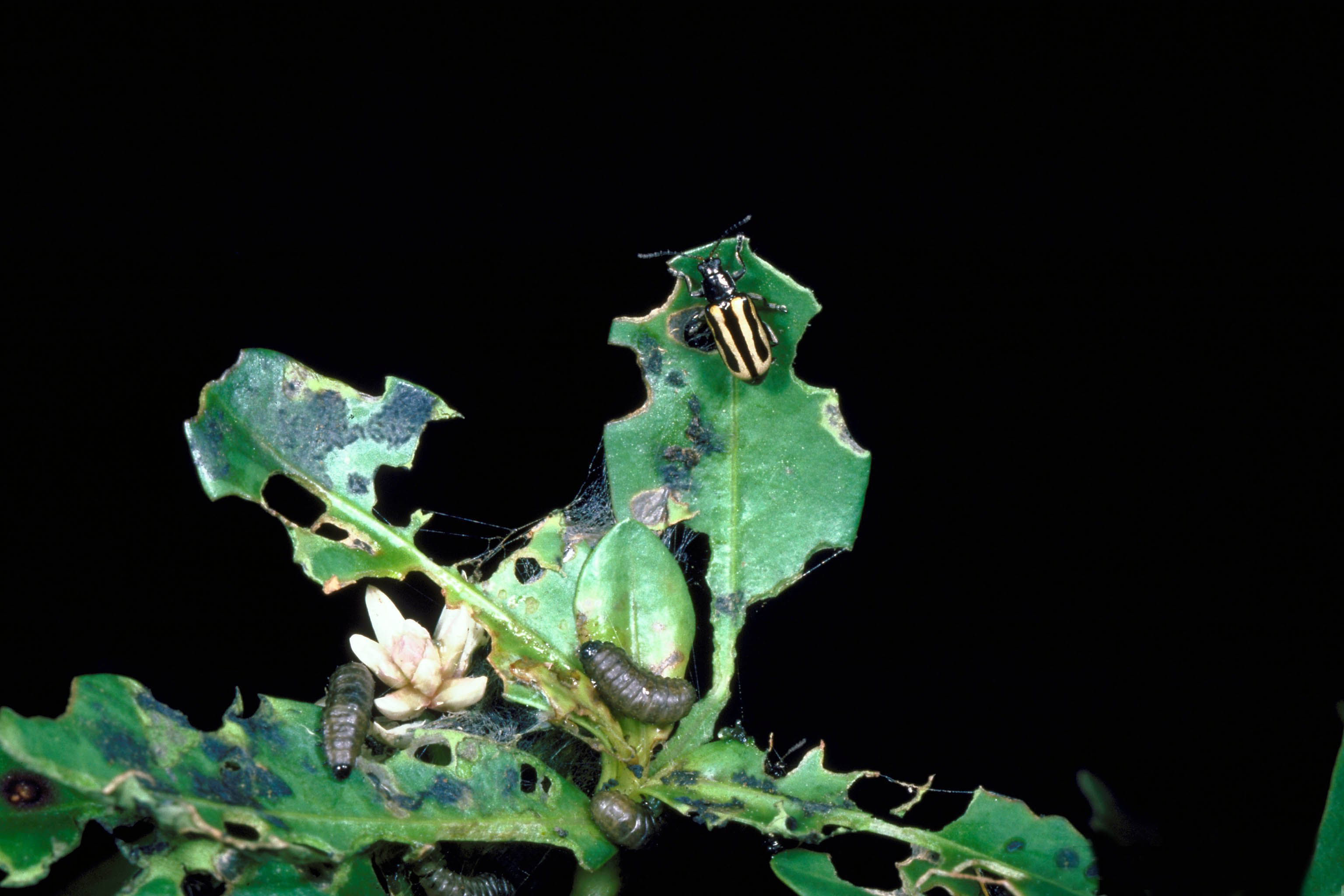
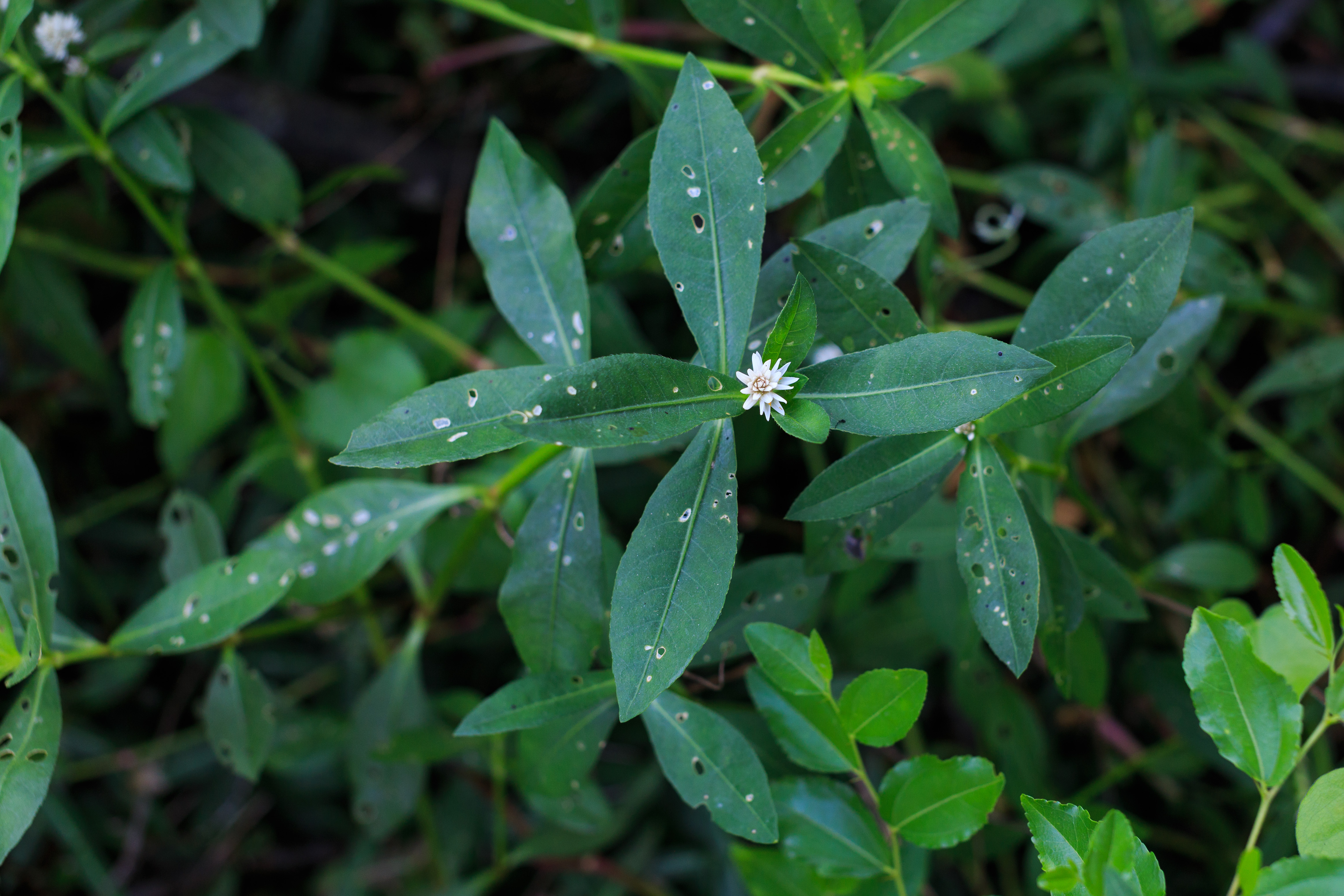
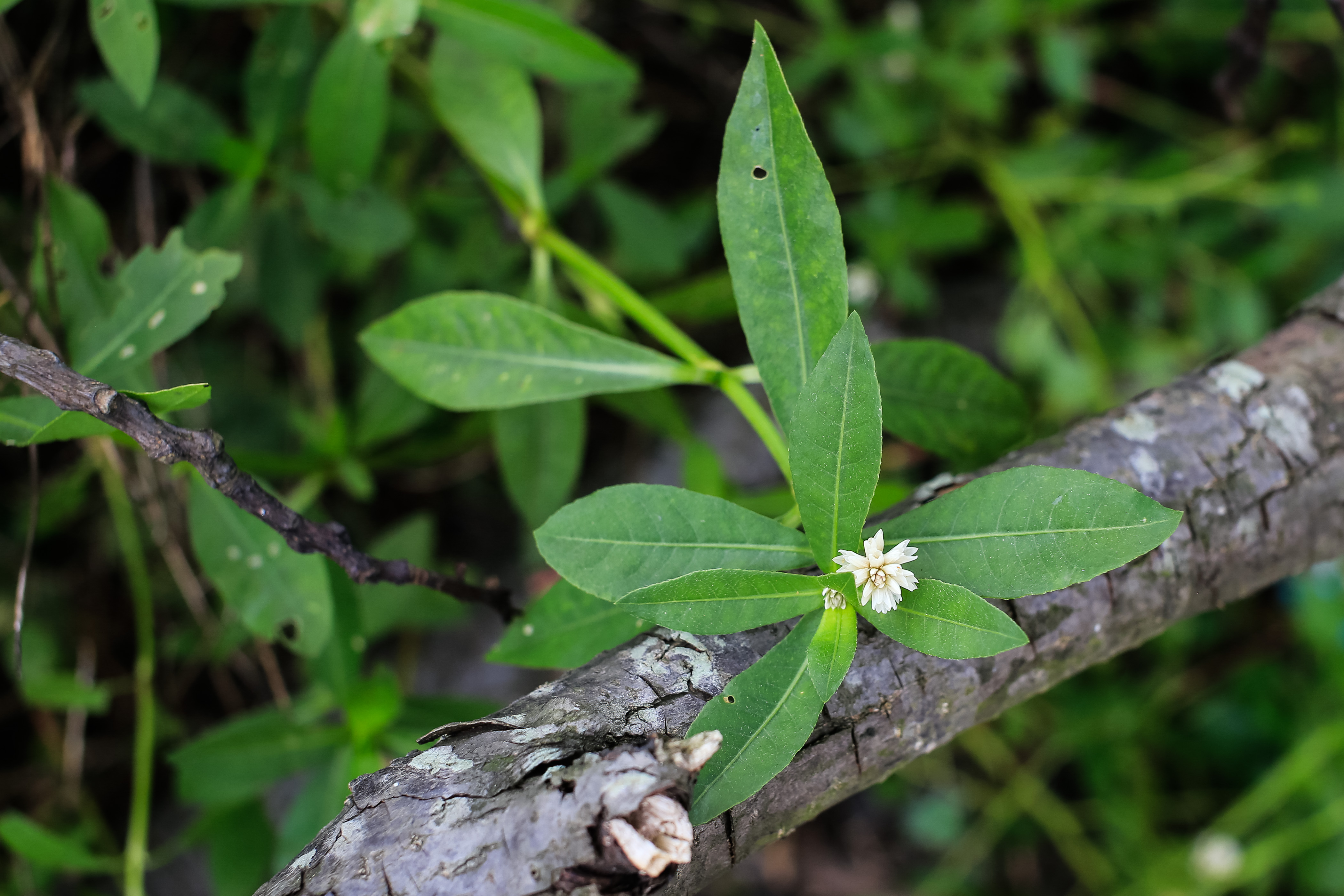
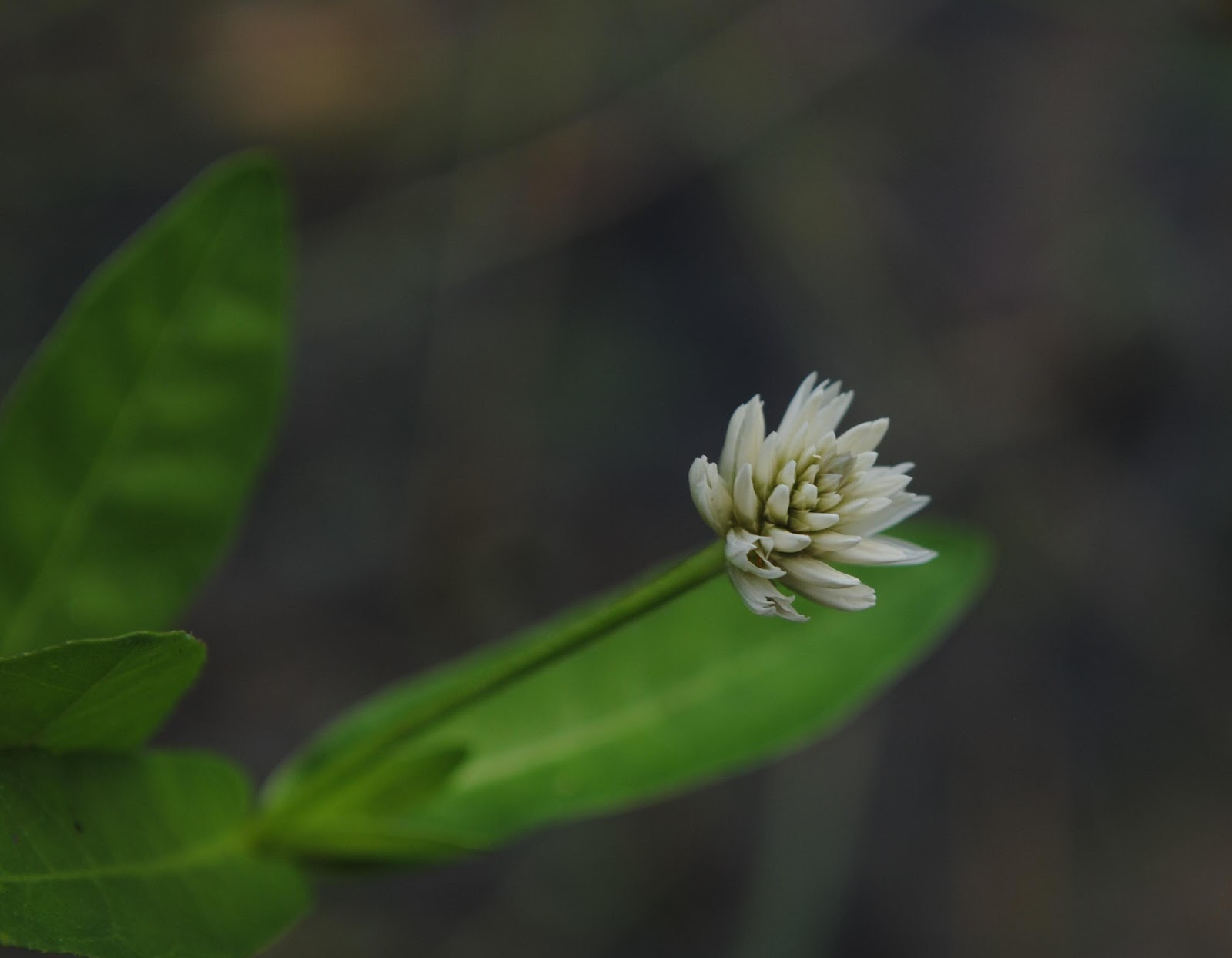
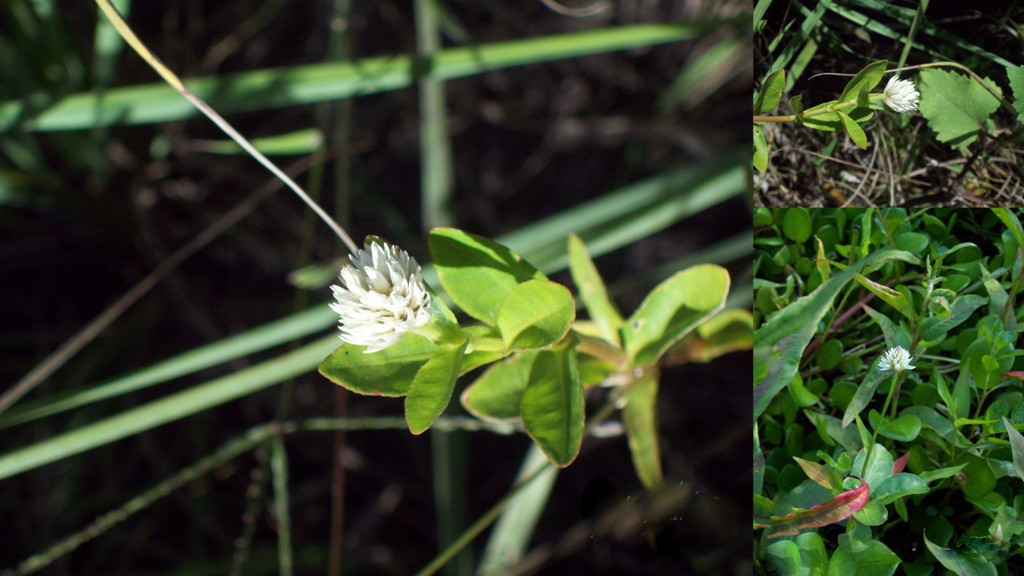
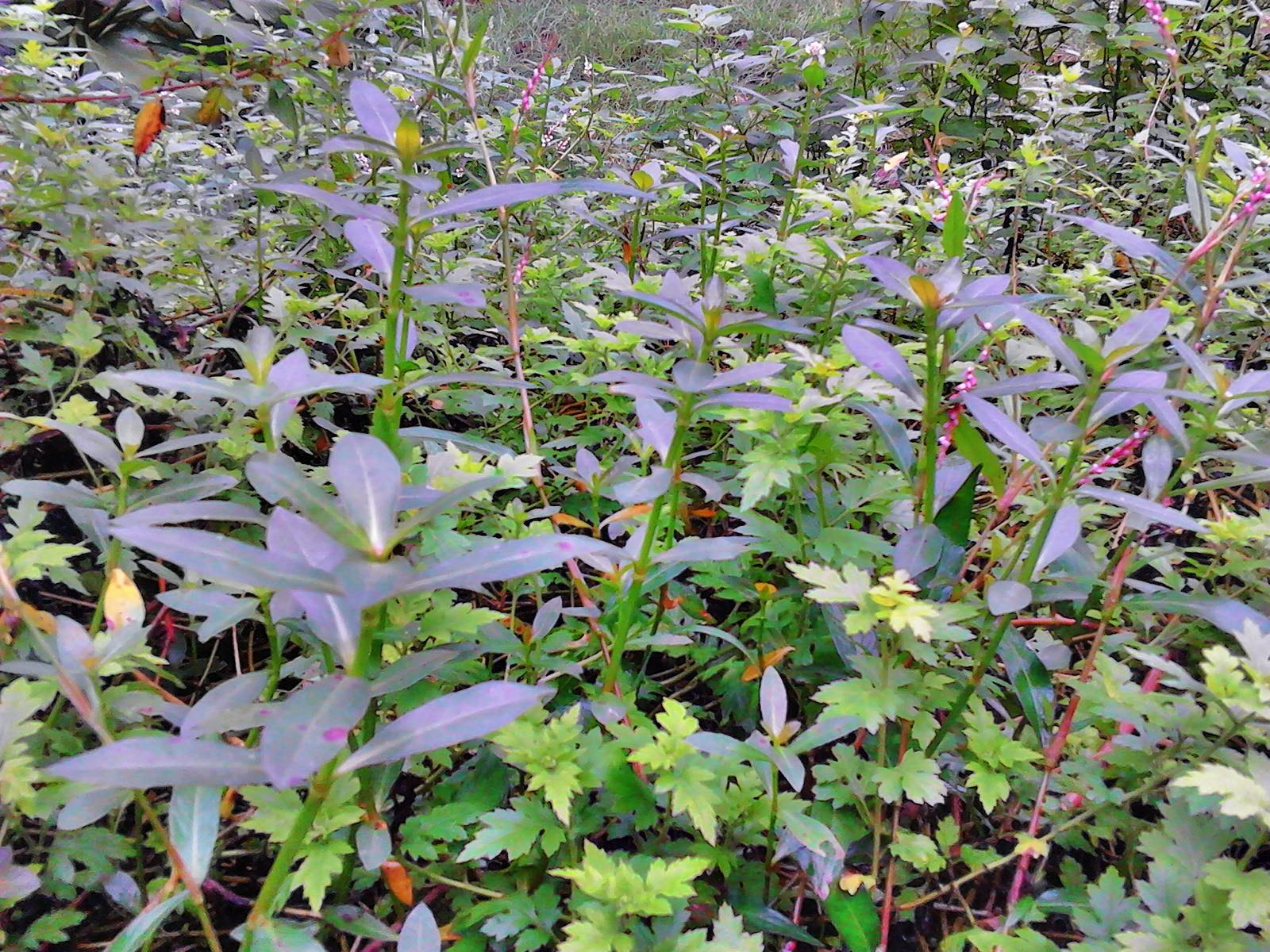